# 호랑이보다 무서운 겨울손님
"호랑이보다 무서운 겨울손님"은 2018년에 개봉한 대한민국의 영화이다.

## 캐스팅
- 이진욱 : 경유 역
- 고현정 : 유정 역
- 류현경 : 현지 역
- 서현우 : 부정 역
- 김예은 : 자살손님 역
- 문창길 : 중년손님 역
- 서영화 : 편집자 역
- 정은경 : 아주머니 역
- 이상희 : 서점직원 역
- 남연우 : 청년 역
- 홍정호 : 청년 친구 역
- 정승길 : 경찰 역
- 오창경 : 집주인 / 택시기사 역
- 윤영민 : 취한손님 역
- 김대곤 : 패스트푸드점 매니저 역
- 고예본 : 금연남 역
- 류제원 : 금연남 친구 역
- 이건창 : 만화가게 손님 역
- 황윤주 : 서점 직원 역
- 박소은 : 서점 직원 역

## 같이 보기
- 2018년 대한민국의 영화 목록